# Мозгобойня
«Мозгобо́йня» — паб-квиз в 276 городах 17 стран мира. Проект был основан в Минске 25 апреля 2012 года Екатериной Максимовой и Александром Ханиным. В 2020 и 2021 году «Мозгобойня» заняла 28 место в рейтинге «30 самых выгодных франшиз 2020» среди российских компаний по версии Forbes.ru.

## История
Основателями «Мозгобойни» являются Екатерина Максимова и Александр Ханин, которые привезли концепт паб-квиза из Вильнюса. Первая игра состоялась в 2012 году в минском кафе, собрав всего 45 человек. После положительных откликов игра стала проходить два раза в месяц, каждый раз собирая всё больше игроков, достигнув 3000 участников в неделю. Спрос на игру появился в других городах Белоруссии и в октябре 2014 года состоялась первая игра в Витебске. К концу 2015 года игра по франчайзингу проходила в 13 белорусских городах.
В феврале 2015 года «Мозгобойня» пришла в Санкт-Петербург, заинтересовав бизнесмена Семёна Черноножкина. Через полгода размах паб-квиза в городе достиг 1000 участников, были открыты франшизы в других городах России. С 2016 года по декабрь 2018 года Семён вместе с Юлией Родионовой были соучредителями проекта.
В 2016 году франшизу «Мозгобойни» купили Николай Тисенко, Руслан Гилязов, Александр Лежнин и Антон Писчиков из Екатеринбурга, которые за год построили сеть из девяти городов и в августе 2017 года стали акционерами «Мозгобойни».
В 2018 году «Мозгобойня» заняла 75 место в рейтинге Beboss.ru, который анализирует популярность франшиз на российском рынке.
К весне 2020 года паб-квиз проходил в 276 городах мира. Совокупная годовая выручка сети «Мозгобойня» оценивается в 350 млн рублей.
После пандемии COVID-19 компания потеряла 95 % выручки. Офлайн-мероприятия перешли в онлайн-трансляции «Мозгобойня. Live», которые представляют собой 14 студий с ведущими, работающими в прямом эфире. Также было разработано мобильное приложение MozgoParty, приносящее больше 1 млн рублей выручки в месяц.
На Кипре компания была зарегистрирована как Mozgo LTD. В 2021 году основатели проекта подали в кипрский суд на Антона Писчикова, Руслана Гилязова, Александра Лежнина. Основанием послужил вывод активов из Кипра в российскую компанию «Квиз Мозгобойня», созданную екатеринбуржцами в сентябре 2019 года. Оценка товарных знаков составила 1,879 млн евро.

## Правила игры
Игра состоит из 49 вопросов, разделённых на 7 туров.
1, 4 и 6 — как правило текстовые туры, в которых надо угадать термин, дополнить цитату или факт, догадаться, о каком событии, явлении идёт речь, отгадать слово и т. п.
2 — тур из 3 фактов в каждом вопросе, по которым нужно угадать персону или явление.
3 — музыкальный тур, в котором по звучащему фрагменту нужно отгадать исполнителя, группу или композитора, фильм, фамилию говорящего и проч.
5 — тур картинок, в котором нужно отгадать кадр или изображение, догадаться, кто или что на фотографии.
Вопросы первых шести туров показываются на экранах примерно минуту и зачитываются ведущим. После озвучивания всех семи вопросов каждого тура они читаются повторно и запускается обратный 100-секундный отсчёт, по истечении которого листочек с ответами сдаётся.
7 — тур-блиц. Семь вопросов различных жанров появляются на экране на 15 секунд и зачитываются. Вопросы не остаются на экране и не повторяются. На обдумывание и запись на листочек даётся ещё 50 секунд. Команда сама решает, какой стоимости будет каждый ответ тура: отметка напротив ответа означает его оценивание по системе +2/-2 (правильный/неправильный), отсутствие отметки означает традиционное оценивание (1/0). Таким образом максимум в блице +14 очков, минимум −14. Продолжительность игры: около 2 часов 15 минут.
Победителем «Мозгобойни» становится команда, взявшая наибольшее количество баллов по результатам всей игры. В случаях, когда две и более команд набрали одинаковое количество баллов, выше в турнирной таблице оказывается команда, набравшая в последнем туре больше баллов. Если же и в данном случае результаты идентичные, то сравниваются баллы, набранные в предыдущих турах (сначала в 6-м, потом в 5-м и так далее). Команда-победитель в качестве приза получает полуторалитровую бутылку игристого вина.

## Критика
В 2015 году Павел Свердлов, обладатель Хрустальной совы украинской версии «Что? Где? Когда?», назвал «Мозгобойню» игрой низкого уровня из-за отсутствия в ней требований к качеству вопросов.